# Alan J. Dixon

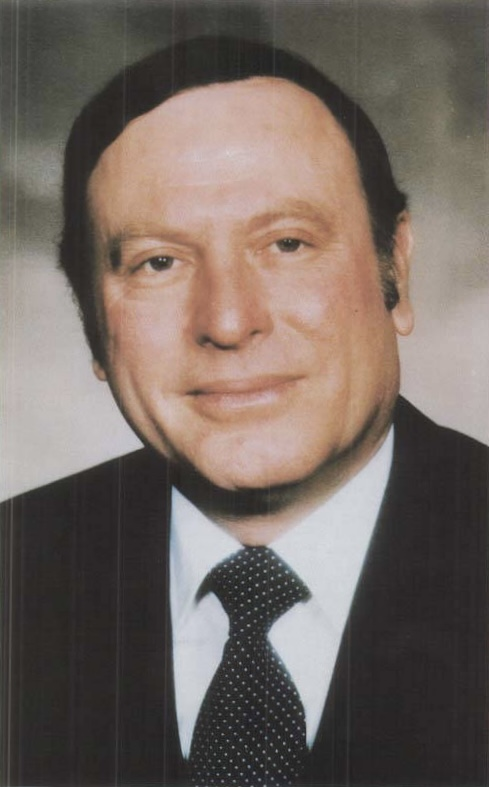
Alan J. Dixon

Alan John Dixon (* 7. Juli 1927 in Belleville, Illinois; † 6. Juli 2014 in Fairview Heights, Illinois) war ein US-amerikanischer Politiker der Demokratischen Partei und Senator für den Bundesstaat Illinois.

## Leben
Dixon ging in Illinois zur Schule und studierte später an der University of Illinois at Urbana-Champaign. Seine Studienzeit schloss er mit dem Juris Doctor an der Washington University in St. Louis ab. Während des Zweiten Weltkrieges diente er in der United States Navy.
Nach seiner Amtszeit als Senator arbeitete Dixon für die internationale Anwaltskanzlei Bryan Cave LLP. Zuletzt lebte er in Fairview Heights, wo er einen Tag vor seinem 87. Geburtstag starb.

## Politik
1951 wurde er in das Repräsentantenhaus von Illinois und 1963 in den Staatssenat gewählt, wo er bis 1971 verblieb. Danach fungierte er bis 1977 als State Treasurer von Illinois, ehe er im Anschluss dort als Nachfolger von Michael Howlett das Amt des Secretary of State ausübte. 1981 wurde er US-Senator für Illinois. Er vertrat den Bundesstaat bis 1993 im Kongress. Bei den parteiinternen Vorwahlen 1992 unterlag er überraschend der Kandidatin Carol Moseley Braun und wurde somit nicht für eine dritte Amtsperiode nominiert. Braun gewann auch die anschließende allgemeine Wahl und wurde Dixons Nachfolgerin im Senat.